# Locomotiva kkStB 55
Le locomotive 55 erano locomotive a vapore con tender per la trazione di treni merci della kkStB provenienti dal parco della ÖNWB in seguito alla nazionalizzazione delle ferrovie dell'Austria.

## Storia
Le locomotive della serie furono costruite, su commissione della società ferroviaria austriaca del nord-ovest (Österreichische Nordwestbahn, ÖNWB), dalla fabbrica austriaca di locomotive Floridsdorf, tra il 1889 e il 1899, in diverse serie per complessive 20 unità che furono immatricolate come gruppo XIa 241–250, XIb 215–256 e 257–260.
Le loro dimensioni erano pressoché identiche a quelle della locomotiva kkStB 56. Operarono principalmente nell'area di Iglau e di Nimburg.
In conseguenza della sconfitta dell'Austria alla fine della prima guerra mondiale le locomotive vennero usate per il risarcimento dei danni bellici e consegnate alle ferrovie cecoslovacche (ČSD) ove costituirono il gruppo 324.0, alle Ferrovie dello Stato italiane (FS) che le incorporarono nel gruppo 262, alle ferrovie jugoslave (JDŽ) e alle ferrovie polacche (PKP).